# Agua Amarga (Chile)
Agua Amarga es antiguo distrito minero de plata en la Región de Atacama, Chile. Se encuentra a 30 km al sur de Vallenar. 
Agua Amarga fue descubierta en 1811 y su plata fue fundamental para financiar la Guerra de Independencia de Chile. Una investigación de Ignacio Domeyko hablaba de 150 minas individuales activas en el distrito de Agua Amarga en 1822. Calera, Colorada y Aris se mencionan como las minas más productivas de Agua Amarga.
Después de Agua Amarga, nuevas prospecciones llevaron al descubrimiento de plata en Arqueros en 1825 y en Chañarcillo en 1832. Esta última marcó el comienzo de la fiebre de la plata en Chile.
Agua Amarga era servida por la estación homónima del Longitudinal Norte. La estación presentaba un andén de pasajeros y uno de carga, lo que daba cuenta de su importancia para la actividad minera del sector. Hacia 1969 la estación continuaba prestando servicios y seguía apareciendo en mapas oficiales.
Luis Risopatrón lo describe en su Diccionario Jeográfico de Chile de 1924:: 6 
Agua Amarga (Mineral de) 28° 47’ 70° 45’. Fue descubierto en octubre de 1811, por el indio José Paco Licuime, por apodo Chamblao, miéntras andaba a caza de guanacos, en el cerro de aquel nombre, dio orijen a la esplotacion de varias minas, que en su buena época llegaron a mas de 150, las que se hicieron célebres, no solamente por su riqueza i por la singularidad de figuras caprichosas de plata nativa, que se estraian de ellas, sino tambien porque contribuyeron, con sus derechos a esportacion de metal i donativos de sus dueños, a sostener los gastos de la guerra de La Independencia, en sus primeros tiempos. Produjo unos 20 millones de pesos, de 45 peniques, hasta 1881, i tiene al presente mui escasa esplotacion. 59, p. 144; 67, p. 218 i 323; 91, 38, p. 254; 126, 1907, p. 57; 57; 130 i 155, p. 8.